# Eupithecia anticaria
Eupithecia anticaria es una especie de polilla de la familia Geometridae. La especie fue descrita por primera vez por William Warren habiendo sido descrita en 2001, con distribución en Canadá y Estados Unidos. El sintipo de la especie fue descrita en los alrededores de Nueva Escocia.

## Distribución
E. anticaria tiene una amplia distribución en Canadá y el oeste de Estados Unidos. Se encuentra hacia el este en los alrededores de Halifax y territorios de Nueva Escocia, la Isla de Terranova y Labrador cruzando hacia el oeste hasta Columbia Británica. Hacia el sur se ha descrito pasando por Colorado, descrita en el condado de Chaffee, hasta el norte de Nuevo Mexico y los condados de Apache y Coconino en Arizona.

## Descripción
Es una polilla por lo general gris con alas estrechas y alargadas, con líneas parduscas parcialmente denticuladas, con puntas marginales negruzcas y una mancha discal ennegrecida. El dorso es gris, con líneas más marcadas en el borde exterior.
Los palpos son cortos, el abdomen de color gris ceniza, con bandas de color marrón amarillento.